# Daniel Solnon
 (janvier 2021).
Si vous disposez d'ouvrages ou d'articles de référence ou si vous connaissez des sites web de qualité traitant du thème abordé ici, merci de compléter l'article en donnant les références utiles à sa vérifiabilité et en les liant à la section « Notes et références ».
Daniel Solnon, né le 16 novembre 1943 à Paris, est un artiste peintre français, spécialiste du Trompe-l'œil.

## Biographie
Très tôt passionné par le dessin, il s’exerce dans l’art du portrait, du paysage et de la nature morte dans un style abstrait, mais c’est au contact du peintre Pierre Gilou qu’il adoptera une technique résolument réaliste pour ensuite rejoindre en 1980, lors du Salon Comparaisons, le prestigieux groupe Trompe-l’œil / Réalité animé par Henri Cadiou avec lequel il parcourra une longue route tant nationale qu’internationale.
Daniel Solnon a remis à l’honneur le Trompe-l'œil  Chantourné(peinture sur bois découpé) une technique héritée du XVIIIe siècle qu’il actualise en mettant en scène des objets contemporains.

## Parenté
Daniel Solnon, de son vrai nom Daniel Armand Masson, est le petit-fils de George Armand Masson  créateur du Salon du dessin et de la peinture à l'eau.

## Expositions

### Expositions individuelles
- 1992-2000 : Paris - Galerie La Main d'or, rue Saint-Louis-en-l’île
- 2000-2002 : Paris - New-York - Singapour - Opera Gallery
- 2002-2013 : Paris - Cannes - Terre des Arts
- 1995 : Dijon «  Dijon vu par « Palais des États de Bourgogne[4],[5].

### Expositions avec le mouvement Trompe-L'œil/Réalité
- 1983 : Lyon - Galerie Saint-Hubert.
- 1984 : Lunéville - Château de Lunéville.
  -  Avignon - Galerie Gerard Guerre.
  - Savenay - Centre culturel.
- 1985 : Bourdeilles - Château de Bourdeilles.
- 1986 : 
  - Vascœuil - Château de Vascœuil[6].
  - Paris - Mairie du 16e arrondissement.
  - Paris - Mairie du 10e arrondissement.
- 1989 : Amiens - Banque de la Somme.
- 1990 : Thouars - Chapelle Jeanne-d’Arc.
- 1992 : Reims - Trompe-l'œil et Anamorphose, Manège royal.
  -  Niort - Au Moulin du ROC.
- 1993 :  Paris - Triomphe du Trompe-l'œil, Grand Palais
- 1994 :  Joigny - Espace Jean-de-Joigny.
- 1998   Lorient - Hôtel de ville.
  -  Tours - Espace Châteauneuf.
- 1999 :   Carquefou - Hôtel de Ville.
- 2001 :  Brive-la-Gaillarde - Hotel de Ville.
  -  Antony - Hotel de Ville.
- 2007 :  Saint-Avold - Biennale.
- 2012 : Neuenstadt am kocher (Allemagne) Musée.
- 2016 :  Yerres - Salle André-Malraux.
- 2017 : Neuenstadt am Kocher (Allemagne) Musée.

## Décors muraux - Murs peints
- UAP - Créteil - Tribunal de Grande Instance - Mur peint intérieur (cafétéria).
- UAP - Paris - quai de Jemmapes - Mur peint intérieur.
- UAP - Puteaux - Mur peint intérieur.
- Ville de Paris - Le temple Egyptien- Rue de l'Évangile, Place de Torcy, 18e arrondissement de Paris, Mur peint extérieur[7].
- ASSYSTEM - Le jardin Zen - Mur peint extérieur.
- Particulier Madame Carven - Mur peint intérieur.
- particulier Madame Victor Moritz - Mur peint intérieur.
- particulier Monsieur Masure - La Javelière - Montbarrois - Mur peint intérieur.